# Windisch
Windisch é uma comuna da Suíça, no Cantão Argóvia, com cerca de 6.657 habitantes. Estende-se por uma área de 4,91 km², de densidade populacional de 1.356 hab/km². Confina com as seguintes comunas: Birmenstorf, Brugg, Gebenstorf, Hausen, Mülligen. 
A língua oficial nesta comuna é o Alemão.

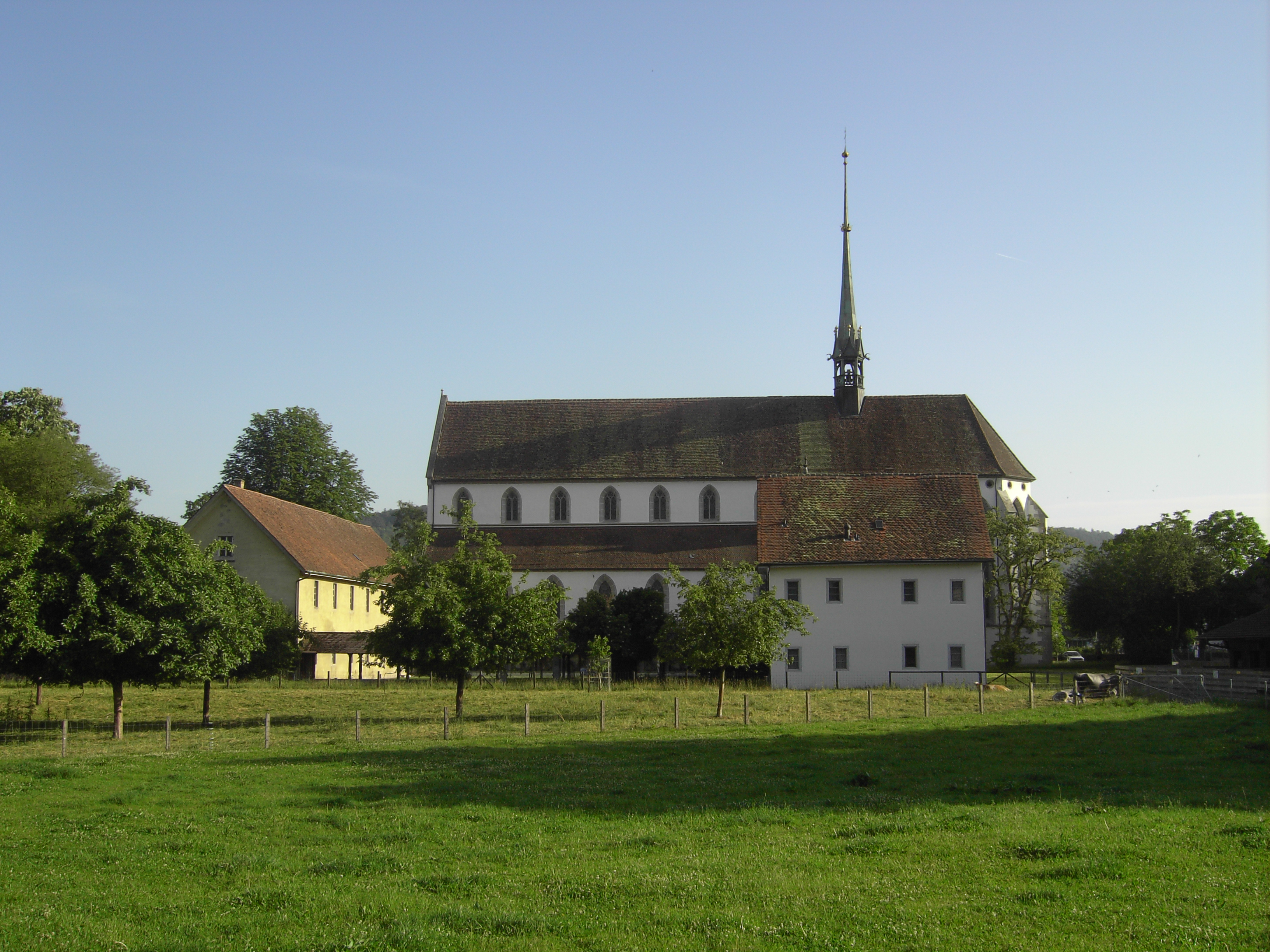
Königsfelden, Windisch

Windisch está situada no local do acampamento romano de  Vindonissa

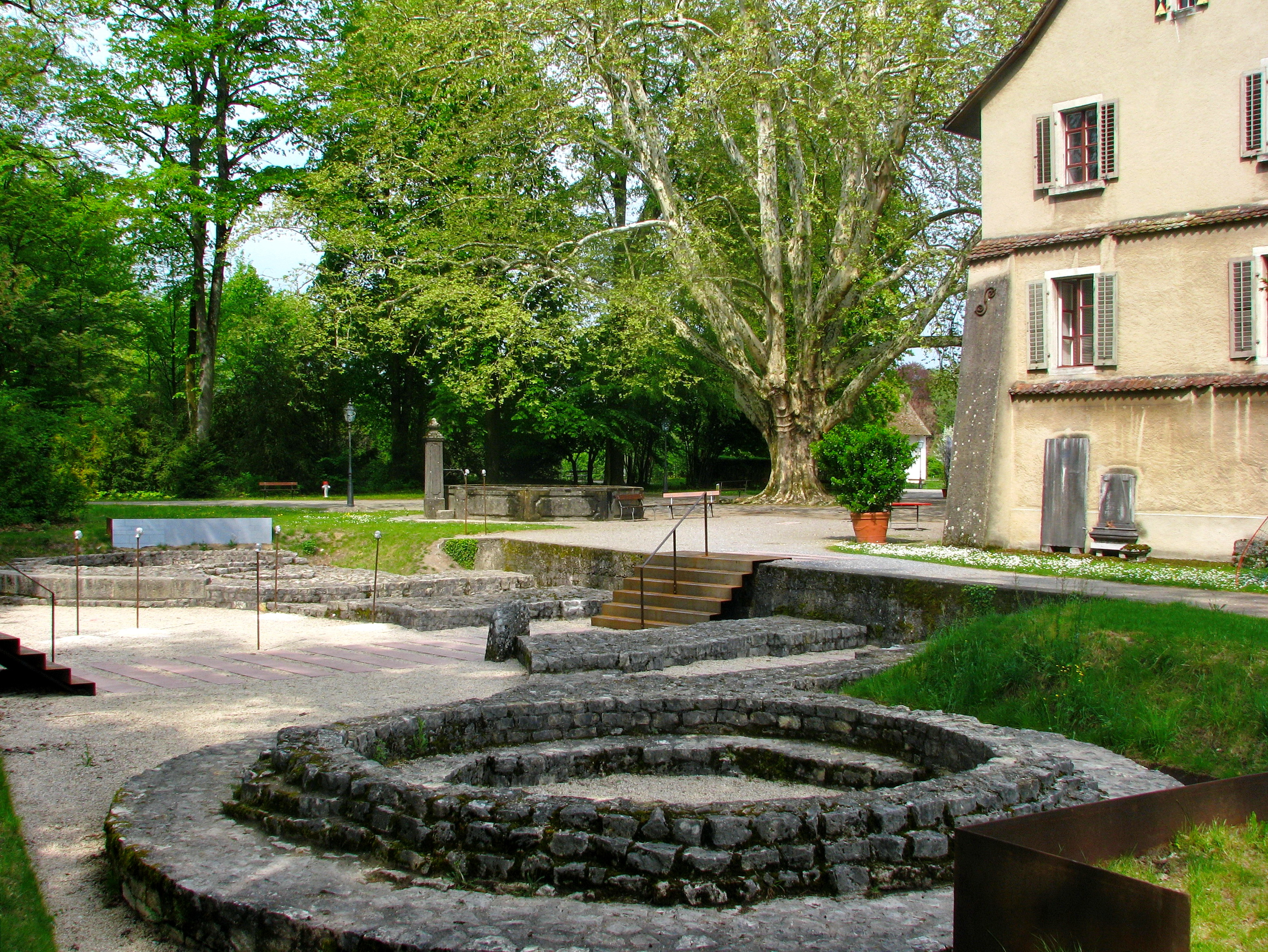
Ruínas de Vindonissa